# Alberto Domingo Montoya
Alberto Domingo Montoya (Estanislao del Campo, Formosa, 2 de febrero de 1924 - ciudad de Formosa, 7 de mayo de 2009) fue un político, gobernador de la provincia de Formosa entre el periodo constitucional de 1963 y 1966.

## Biografía
Montoya nació en la localidad de Estanislao del Campo el 2 de febrero de 1924, cursó sus estudios primarios en la escuela 44 y la secundaria lo realizó en Concepción del Uruguay, en el colegio fundado por Justo José de Urquiza.
Se recibió de abogado en la Facultad de Derecho de la Universidad Nacional de La Plata, se afilió a la Unión Cívica Radical en la convención constituyente de 1957 en Formosa, donde tuvo una destacada labor al ser integrante de la comisión redactora de la Constitución provincial. Montoya tuvo tres hijos: Alberto Martín, Gerardo Miguel y María Laura del Carmen.-
Como lo recordó uno de los diputados radicales,Montoya era hijo de españoles que emigraron a nuestro país, radicándose en el entonces lejano Territorio Nacional de Formosa.[cita requerida] ·

## Gobernador de la provincia de Formosa
En 1963 los comicios se celebraron con el peronismo proscripto e impedido de participar en elecciones y con el presidente Frondizi detenido, por lo que la mayoría de los partidarios del peronismo y el frondicismo recurrieron al voto en blanco como expresión de rechazo al mismo proceso, siendo electo en julio de 1963 cuando fue elegido gobernador constitucional de la provincia. Asumió su cargo el 12 de octubre de ese año y lo ejerció hasta junio de 1966 cuando el golpe militar derrocó al gobierno nacional y se intervinieron todas las provincias. Alberto Domingo Montoya al asumir cargo de gobernador decía a la Cámara de Diputados en su mensaje:

"No puedo dejar de señalar la profunda emoción que experimento por el honor que me ha sido dispensado de gobernar la tierra en que he nacido"

Desde su primer año de gobierno, impulsó la construcción del edificio del colegio nacional y la casa del director. En su mandato un cuadro provincial alarmante preocupante, con la producción algodonera estancada, la ruina y el endeudamiento de los productores y una producción ganadera limitada por la falta de infraestructura para una explotación de avanzada.
A esto se le sumaban los perjuicios ocasionados por las recurrentes sequías que soportaban las localidades del interior de la provincia por esos años lo que tradujo en una delicada situación económico-financiera de los productores. 
Se produjo el traspaso de la administración de las tierras fiscales del gobierno que conllevó a la privatización de las tierras públicas y la expulsión de los campesinos que la usufructuaban llevando a la expulsión de Miles de campesinos y la aparición de los primeros barrios de emergencia en las ciudades de Formosa y Clorinda
En política desempeñó diversos cargos partidarios dentro de la UCR entre ellos el de presidente del Comité Provincial, en Unión Cívica radical, incluso cuando la división producida por A. Frondizi. 